# Cycline
De cyclinen vormen een eiwitfamilie die het verloop van de celcyclus reguleren door de activatie van cycline-afhankelijke kinase. Cyclinen werden oorspronkelijk ontdekt door de biochemicus Tim Hunt in 1982 tijdens het bestuderen van de celcyclus van zee-egels.

## Functie
Cycline speelt een rol in verschillende delen van de celcyclus. Het eiwit activeert verschillende cycline-afhankelijke kinasen en bijbehorende fosforylering van verschillende substraten. Cycline D is gedurende de gehele celcyclus in variërende concentraties aanwezig. De overgang van G1-fase naar S-fase wordt mede bepaald door cycline E. Toenemende concentratie van cycline A stuurt de cel naar de G2-fase, en cycline B essentieel is voor het begin van de mitose. Ook zijn enkele zogenaamde "wees-cyclininen" bekend waarvoor geen geassocieerd cycline-afhankelijk kinase kon worden gevonden.